# کوه حاجی کشته (سمنگان)
کوه حاجی کشته کوهی در رشته‌کوه هندوکش و در ولایت سمنگان کشور افغانستان است.